# Liechtenstein na Letnich Igrzyskach Paraolimpijskich 1984
Liechtenstein na Letnich Igrzyskach Paraolimpijskich 1984 w Nowym Jorku i Stoke Mandeville reprezentowała jedna lekkoatletka. Był to debiut Liechtensteinu na igrzyskach paraolimpijskich. 

## Wyniki

### Lekkoatletyka
Konkurencje biegowe
| Zawodniczka   | Konkurencja           | Finał    | Finał   | Źródło |
| Zawodniczka   | Konkurencja           | Rezultat | Miejsce | Źródło |
| ------------- | --------------------- | -------- | ------- | ------ |
| Iris Schädler | bieg na 100 metrów B1 | 16,90    | 12      | [ 2 ]  |

Konkurencje techniczne
| Zawodniczka   | Konkurencja   | Finał    | Finał   | Źródło |
| Zawodniczka   | Konkurencja   | Rezultat | Miejsce | Źródło |
| ------------- | ------------- | -------- | ------- | ------ |
| Iris Schädler | skok w dal B1 | 3,18 m   | 10      | [ 3 ]  |